# Enrique Guaita
Enrique Guaita (født 11. juli 1910, død 18. maj 1990) var en argentinsk/italiensk fodboldspiller (angriber).
Guaita startede med at repræsentere det argentinske landshold, men efter han i 1933 var rejst til Europa for at spille for AS Roma, skiftede han til Italien, som han vandt guld med ved VM 1934 på hjemmebane. Han var på banen i fire af italienernes kampe i turneringen, og scorede ét mål.
Året efter rejste Guaita tilbage til Argentina og spillede efterfølgende igen for det argentinske landshold. Han nåede i alt at spille to kampe for Argentina og ti for Italien.
På klubplan spillede Guaita for henholdsvis Estudiantes de La Plata og Racing Club i hjemlandet, samt for AS Roma i Italien.